# 君塚葵
君塚葵（きみづか葵，1971年12月17日—）日本插画家與漫画家。主要担当美少女游戏、十八禁游戏原画设定和人物設計等工作。京都府出生，東京都板橋區在住。

## 人物概要
1993年以同人社团「A.O.I PROJECT」的名义参加Comic Market活动。翌年，从1994年开始在神户的游戏会社进行角色创作活动。 1997年在東京都开始从事漫画插画方面的活动。从1999年到2004年间的美少女插画作品被集中收入在2005年发行的「FRI-FRI」（ISBN 4-86133-056-4）画集中，该画集由Softgarage会社发行。

## 作品列表
美少女游戏
- （Äther）ISBN 4-91611-527-9
- （Äther）ISBN 4-87763-081-3
- （Liddell）
- （Heroine Maker）
- Lost Passage（DEEP BLUE）
- 3LDK（DEEP BLUE）ISBN 4-86133-018-1
- （DEEP BLUE）
- PiaCarrot G.O. （CocktailSoft）
- PiaCarrot G.O. TOYBOX（CocktailSoft）
- PiaCarrotG.O. TOYBOX2（CocktailSoft）
- （CocktailSoft）
- （ハイクオソフト）
- Pia雀（CocktailSoft）
- 許嫁（PrincessSoft）
- Na PON?×Li PON!（Navel/Lime）
- （AbelSOFTWARE）
- AngelGuard（Athena）
- Berry's（Sphere）
- （ensemble SWEET）

小說
- （美少女文庫）
- （一迅社文庫）
- （一迅社文庫）
- （一迅社文庫）
- （美少女文庫）
- （美少女文庫）
- （美少女文庫）

其他
- Kiss of life（成人漫画） ISBN 4-87734-250-8
  - KISS OF LIFE many again ISBN 978-4-86252-241-2
- ISBN 4-87734-549-3
- 水瓶戰記
- Tail End（津久田重吾、集英社Super Dash文庫）